# Sevesounglück

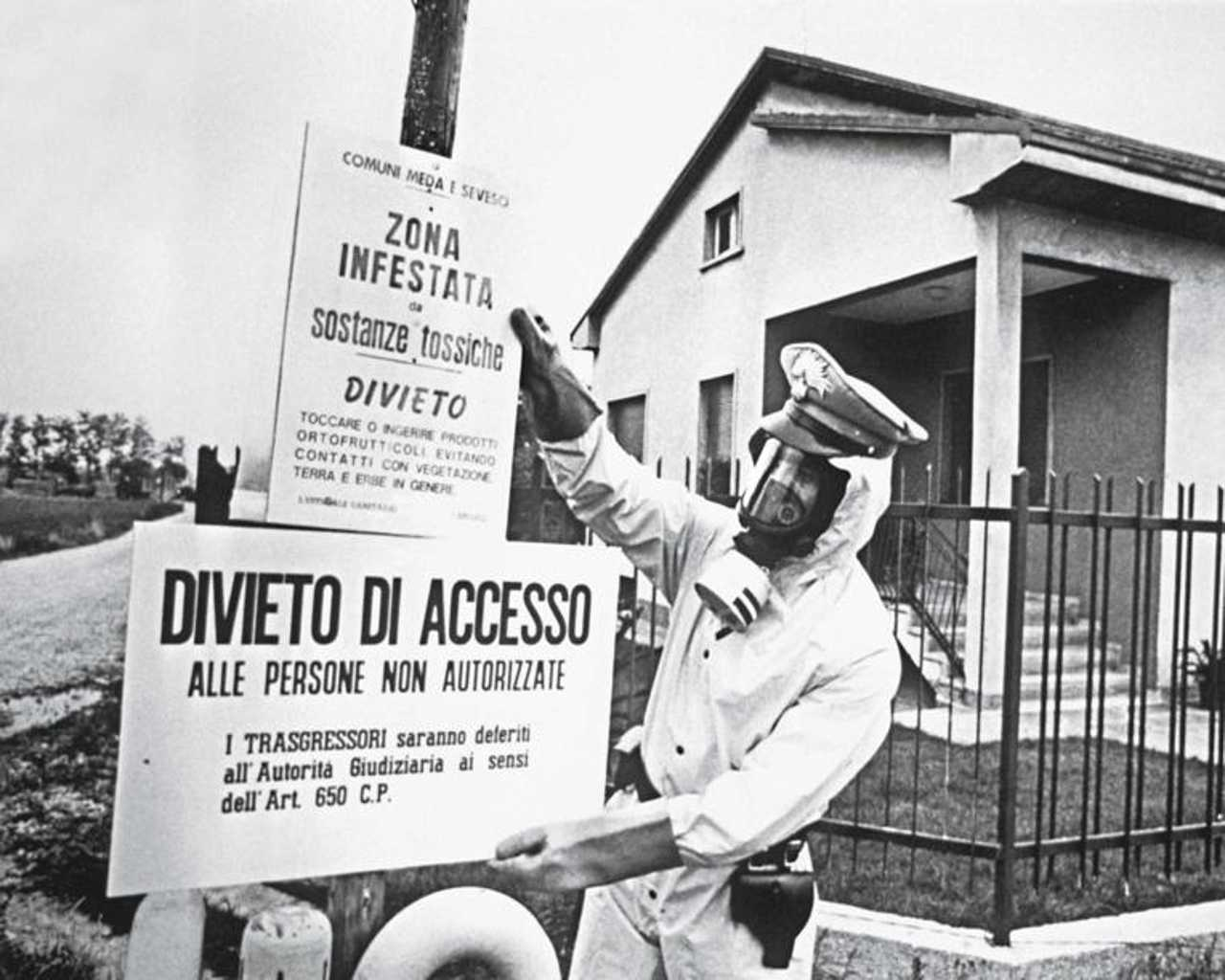
Ein Schild warnt vor giftigen Substanzen, ein zweites verbietet den Zutritt, Pressebild vom 11. Juli 1976

Das Sevesounglück ([ˈsɛvezo]) war ein Chemieunfall, der sich am Samstag, 10. Juli 1976, in der chemischen Fabrik Icmesa im italienischen Meda, 20 Kilometer nördlich von Mailand, ereignete. Icmesa war ein Tochterunternehmen von Givaudan, das wiederum eine Tochter von Roche war. Das Betriebsgelände berührte das Gebiet von vier Gemeinden, unter ihnen Seveso, das Namensgeber des Unglücks wurde. Dabei wurde eine unbekannte Menge des hochgiftigen Dioxins TCDD freigesetzt, das umgangssprachlich auch Dioxin oder seit dem Vorfall Sevesogift genannt wird. Das Unglück führte zusammen mit ähnlich gelagerten Unfällen zur heutigen Richtlinie 2012/18/EU (Seveso-III-Richtlinie).

## Vorgeschichte des Unfalls
Bei Icmesa in Meda wurde Hexachlorophen hergestellt. Bis Sommer 1976 wurde die Produktion ständig gesteigert. Die Arbeitsbedingungen in der TCP-Produktion waren schlecht, die Anlage veraltet und unzureichend gewartet. Jörg Sambeth, technischer Direktor der Mutterfirma, bezeichnete die Fabrik später als „total verludert“; man habe offenbar über Jahre hinweg nichts investiert, sondern nur möglichst viel Geld verdienen wollen. Die Arbeiter waren hohen gesundheitlichen Risiken ausgesetzt und unzureichend ausgebildet. Ein Arbeiter berichtete später Folgendes:

„Wenn eine Glühbirne der Beleuchtungsanlage unserer Abteilung kaputt war, musste man erstmal Dampf unter Druck austreten lassen, um die giftigen Rauchwolken, die sich ständig unter dem Dach sammelten, zu entfernen, bevor einer von uns mit einer Leiter die Glühbirne wechseln durfte.“

Außerdem musste die Belegschaft, die zum Zeitpunkt des Unglücks 163 Beschäftigte umfasste, ständig die Abteilungen wechseln und konnte sich nicht richtig einarbeiten und Erfahrungen sammeln.
Auch einige Anwohner klagten über Geruchsbelästigungen und gesundheitliche Beschwerden.

## Chemischer Hintergrund
2,4,5-Trichlorphenol (TCP, in der Mitte), ein Vorprodukt für das Desinfektionsmittel Hexachlorophen, wird aus dem Ausgangsstoff 1,2,4,5-Tetrachlorbenzol (links) durch Zugabe von Natriumhydroxid (NaOH) hergestellt:
Dabei entsteht als Nebenprodukt, besonders bei erhöhter Temperatur, 2,3,7,8-Tetrachlordibenzodioxin (kurz TCDD), rechts.

## Chronologie des Unfalls
Am Nachmittag des Freitags, 9. Juli 1976, besprach Jörg Sambeth, der als technischer Direktor der Givaudan auch für Icmesa verantwortlich war, mit den Vorarbeitern der TCP-Produktion den Plan für die kommende Woche. Im Bau B auf dem Werksgelände sollte wie üblich Trichlorphenol produziert werden. Hierzu wurde um 16 Uhr des gleichen Tages mit der Beschickung und Beheizung des Reaktionskessels 101 begonnen, so dass gegen Abend der Reaktor zu arbeiten begann. Am Samstag, 10. Juli 1976 um 2:30 Uhr war laut Temperaturdiagramm die Reaktion des Kesselinhalts beendet. Um 6 Uhr war die Nachtschicht beendet und ein Operateur schaltete planmäßig das Rührwerk des Autoklaven 101 ab. Die zu diesem Zeitpunkt gemessene Temperatur von 158 °C führte wegen fehlender Umschichtung des Kesselinhalts zu einem Wärmestau. Das Wartungs- und Reinigungspersonal im Gebäude B bemerkte von der sich anbahnenden Katastrophe nichts. Es ist nicht bekannt, welche Sicherheitsvorkehrungen für den Fall des Wärmestaus getroffen wurden.
Die chemische Reaktion begann gegen 12:30 Uhr zunächst langsam, dann mit schnellem Druck- und Temperaturanstieg, und endete schließlich in einer Explosion („thermisches Durchgehen“): Um 12:37 Uhr löste ein Sicherheitsventil infolge von Überdruck aus und der Kessel 101 entlud sich über eine Abblasstation in die Umwelt. Ein Auffangreservoir gab es nicht. Über eine halbe Stunde lang wurde abgeblasen. Dabei wurde eine unbekannte Menge 2,3,7,8-Tetrachlordibenzodioxin – auch „Dioxin“ genannt – in die Umgebung freigesetzt. Die sich ausbreitende Giftwolke trieb in südöstliche Richtung und vergiftete ein 1 km × 6 km großes, dicht bevölkertes Gebiet der Gemeinden Seveso, Meda, Desio und Cesano Maderno.
Erst um 13:45 Uhr traf fachkundiges Personal ein und konnte den Reaktor auf eine unkritische Temperatur herunterfahren. Zu diesem Zeitpunkt waren bereits 1.800 Hektar Land auf Jahre vergiftet.

## Folgen
Am Montag, 12. Juli 1976 wurde im Werk weitergearbeitet, nur Abteilung B stand still. In den folgenden Tagen welkten und verdorrten die Blätter von Pflanzen in der Umgebung, 3.300 Tierkadaver wurden aufgefunden. Die hohe Zahl an Tieropfern erklärt sich dadurch, dass sie von den vergifteten Weiden und aus der sonstigen Natur fraßen.
Am Mittwoch, 14. Juli 1976 schlossen die Behörden das Schwimmbad von Seveso. Den Anwohnern wurde gesagt, sie sollten in ihren Gärten alles Obst und Gemüse vernichten – weshalb, sagte man ihnen nicht. 
Am Donnerstag, 15. Juli 1976 wurden vierzehn Kinder mit Chlorakne ins Krankenhaus eingeliefert, doch die Ärzte wussten nicht, wie sie sie behandeln sollten. Insgesamt erkrankten 200 Menschen an schwerer Chlorakne. 
Am Samstag in der Woche nach dem Unfall begannen die Icmesa-Arbeiter einen wilden Streik, der öffentliche Druck wuchs. Die Behörden reagierten spät und schlossen die Fabrik erst am 17. Juli 1976.
Obwohl die Werksleitung schon am ersten Tag nach dem Unfall wusste, dass TCDD freigesetzt worden war, gab sie es erst acht Tage später offiziell bekannt, wie der technische Direktor später vor der Untersuchungskommission aussagte. Das Mutterunternehmen Roche wurde intern am 12. Juli 1976 von dem Unfall und der freigesetzten Substanz unterrichtet, ging aber ebenfalls nicht an die Öffentlichkeit. Hans Fehr – der damalige Pressesprecher von Roche – schilderte die erste Krisensitzung am 15. Juli 1976 in seiner Autobiografie Eindrücke so:

„Dr. Hartmann (Vizedirektor der Roche, Red.), ganz Oberst an der Front, stürmte den Ort der Handlung, gefolgt vom Chefchemiker von Givaudan, Dr. Sambeth. Gut, dass Sie da sind. Also erstens: Die Sache wird im engsten Kreise der Icmesa gehalten; Givaudan und Roche werden nicht erwähnt. Zweitens: Dass es bei der Herstellung von Hexachlorophen passiert ist, wird […] nicht erwähnt. Drittens: Dass TCDD gebildet wurde, wird nicht erwähnt. Alles klar?“

Proben vom Werksgelände und der Umgebung wurden gesammelt und untersucht. Unabhängige italienische Chemiker wiesen am 23. Juli 1976 in chemischen Analysen TCDD in den Proben nach. Sie erstellten eine Karte über die Ausbreitung der Substanz.
Der Roche-Chef Adolf Jann kommentierte die ersten Opfer so:

„Die Frau, die leider gestorben ist, litt unter Asthma. Der Bub, der mit Leberschäden ins Spital eingeliefert wurde, hatte Gelbsucht. Beide Fälle haben mit der Icmesa nichts zu tun.“

Am 26. Juli 1976 verließen zunächst 208 Bewohner das vergiftete Gebiet. Die Zwangsräumung wurde behördlich angeordnet und das gefährdete Gebiet militärisch abgesperrt. Bewaffnete Soldaten mit zum Teil schweren Schutzanzügen und Gasmasken patrouillierten in den Straßen. Weitere 500 Personen wurden am 2. August 1976 evakuiert, nachdem noch schwerwiegendere Analysenergebnisse eingetroffen waren. Die Firma Roche rief ihren Krisenstab zusammen. Die Gesundheitsbehörden rieten Schwangeren zu einer Abtreibung.
Zusammen mit der Roche-Konzernleitung versuchte die italienische Regierung, einen Dekontaminationsplan für das verseuchte Gebiet zu erarbeiten. Dies mündete jedoch in zum Teil absurden Vorschlägen.
Roche verpflichtete sich, grundsätzlich für alle Schäden und Dekontaminationsarbeiten aufzukommen.
Im Herbst 1976 begannen die ersten Entgiftungsarbeiten. Zunächst wurde vergiftetes Laub eingesammelt und Gebäude mit speziellen Seifenlösungen behandelt, sofern deren Entgiftung überhaupt möglich war. Genaue Bodenanalysen sollten klären, wie stark das Erdreich vergiftet war und ob eventuell das Grundwasser gefährdet war. Bis zum Sommer 1977 waren die ersten Dekontaminationsmaßnahmen beendet. Einige Betriebe und Schulen waren wieder nutzbar. Viele Gebäude waren jedoch so stark vergiftet, dass nur deren Abriss in Frage kam. Die innere Zone um die Fabrik blieb gesperrt. Das Erdreich in dieser Zone musste teilweise entfernt werden. Bis Jahresende 1977 konnten insgesamt 511 Personen ihre Häuser wieder beziehen.
Im Juli 1978 wurden die letzten Chemikalien – außer denen im Gebäude B – entfernt. Die Dekontaminationsmaßnahmen in der Kernzone begannen erst im Frühjahr 1980. Hierzu wurde eine Grube mit 85.000 Kubikmetern Fassungsvermögen bei der Fabrik ausgehoben. Diese Grube wurde mit dicken verschweißten Kunststoffbahnen ausgekleidet. Die Grube sollte vergiftete Erde, Bauschutt und Schrott sicher einschließen.
Währenddessen wurde am 2. Februar 1980 Paolo Paoletti – Produktionsleiter der Icmesa – von einem Mitglied der italienischen linksradikalen Terroristenorganisation Prima Linea in Monza erschossen.
In der Fabrik selbst begannen die Demontage- und Abbrucharbeiten. Das Gebäude B mit dem Havariekessel wurde aus Sicherheitsgründen nicht angetastet. Die italienischen Behörden beauftragten Anfang 1982 die Firma Mannesmann Italiana mit der Entsorgung des Reaktorinhaltes. Eine weitere Grube mit 160.000 Kubikmetern Fassungsvermögen wurde im Mai 1982 ausgehoben, um den Schutt von abgerissenen Gebäuden und vergiftetes Erdreich zu entsorgen.
Im Sommer 1982 – sechs Jahre nach dem Unglück – wurde der Reaktor im Gebäude B geöffnet. Darin verbliebene Rohrleitungen, Behälter und Aggregate wurden demontiert. Die Arbeiter trugen dabei schwere Schutzanzüge. Schließlich wurde der Reaktorkessel 101 entleert und der hochgiftige Inhalt in 41 Stahlfässer gefüllt. Diese Stahlfässer erhielten zusätzlich eine Umverpackung. Die Entleerung geschah unter strengsten Sicherheitsvorkehrungen und Videoüberwachung. Die raumanzugähnlichen Monturen der Arbeiter wurden von außen mit Frischluft versorgt und die Arbeitszeiten am Reaktor waren genau reglementiert.
Bisher konnten keine menschlichen Todesopfer direkt auf das Unglück zurückgeführt werden. Je nach Untersuchung sind einzelne seltene Krebsarten etwas häufiger als zu erwarten – ein Effekt, der sich aber bei Mittelung über alle Krebsarten nivelliert.
Zu Langzeiteffekten wurden verschiedene Studien durchgeführt, u. a. von Pierre A. Bertazzi und seinen Mitarbeitern an der Universität in Mailand (Milano):

„Eine Studie zeigte eine vollständige Umkehr des Verhältnisses der Geschlechter. Obwohl in der Bevölkerung allgemein ein Verhältnis von 106 Männern auf 100 Frauen vorzufinden ist, beträgt dieses in Seveso 48 Frauen zu 26 Männern (Anm. das entspricht einem Verhältnis von 54,2 Männern auf 100 Frauen). Dies weist auf eine umfassende Änderung des hormonalen Stoffwechsels hin.“

## Urteile und Entschädigungen
Am 24. September 1983 verurteilte ein Gericht in Monza fünf Mitarbeiter in erster Instanz zu Freiheitsstrafen von zweieinhalb bis zu fünf Jahren. Alle Verurteilten gingen in Berufung. Das Gericht entschied statt auf Vorsatz auf Fahrlässigkeit und setzte die Strafen des Produktionsleiters Jörg Sambeth, der damals für seine Firma schwieg, und der Schweizer und italienischen Angeklagten zur Bewährung aus. Laut Sambeth waren Schmiergelder und verdeckte Beziehungen im Spiel.
Von 1981 bis 1983 entschädigte Icmesa in außergerichtlichen Vergleichen die betroffenen Gemeinden Desio (mit 748.900 Euro), Cesano Maderno (1,47 Mio. Euro), Meda (671.400 Euro) und Seveso (7,75 Mio. Euro). 1993 klagten 850 Bürger aus den vergifteten Gebieten gegen Givaudan auf Entschädigung für den erlittenen moralischen und biologischen Schaden.

## Skandal, Ungereimtheiten und Kritik
Am 10. September 1982 wurden die Fässer mit dem Reaktorinhalt mit Lastkraftwagen abtransportiert. Die Lkw fuhren in Richtung Frankreich; ab St. Quentin verlor sich ihre Spur. Als die französische Presse vom „Verlust“ der Fässer erfuhr, kam es zum öffentlichen Skandal. Es begann eine verzweifelte Suche nach den Giftfässern. Die Fässer wurden an allen möglichen und unmöglichen Orten vermutet. Nach einer Anfrage des französischen Umweltministeriums an das deutsche Innenministerium wurde auch in allen Deponien Westdeutschlands nach den Fässern gefahndet. Einige vermuteten die Fässer sogar in der damaligen DDR. 
Die deutsche Bundesregierung beauftragte nach erfolgloser Suche Werner Mauss mit der Recherche nach dem Verbleib der Fässer. Am 19. Mai 1983 wurden die Fässer schließlich in einem ehemaligen Schlachthof im nordfranzösischen Dorf Anguilcourt-le-Sart gefunden und in die französische Kaserne in Sissonne gebracht. Die Schweizer Regierung erteilte Roche die Erlaubnis, die Fässer in Basel zwischenzulagern, wo sie am 4. Juni 1983 eintrafen.
Im April 1984 waren alle Dekontaminationsarbeiten in Seveso abgeschlossen. Man ließ einen Park und ein Sportgelände auf dem Areal der abgerissenen Icmesa anlegen. Nach zwei geglückten Testverbrennungen wurde der Reaktorinhalt vom 17. bis 21. Juni 1985 angeblich in Basel verbrannt. 
Doch im Oktober 1993 behauptete der deutsche Fernsehjournalist und Physiker Ekkehard Sieker, dass der Reaktorinhalt nicht verbrannt, sondern in der Deponie Schönberg in Mecklenburg-Vorpommern endgelagert worden sei. Brisant war dabei, dass die in Basel angelangten Fässer wesentlich schwerer gewesen sein sollen als die ursprünglich in Seveso abgefüllten. Es wurde eine Untersuchungskommission gegründet, die aber aufgelöst wurde; die von Roche vorgelegten Dokumente waren laut Sieker unvollständig. Sieker behauptet in seiner Reportage Das Geheimnis von Seveso, in der Anlage Icmesa sei Dioxin kein unerwünschtes Nebenprodukt gewesen, sondern sei an Wochenenden heimlich für militärische Zwecke produziert worden. Laut dem Seveso-Dokumentarfilm Gambit von 2005 konnte der technische Direktor Jörg Sambeth dies nicht bestätigen, hielt es aber für technisch möglich. Sambeth vermutete, dass im militärischen Bedarfsfall das im Vietnamkrieg eingesetzte Entlaubungsmittel Agent Orange, für das Trichlorphenol ein Grundstoff ist, produziert werden sollte. Icmesa war zum Zeitpunkt des Unglücks weltweit die einzige Fabrik, die noch Trichlorphenol herstellte.
Jörg Sambeth, der im Dezember 2005 den Film Gambit im Kino von Seveso vorführte, war der erste Verantwortliche, der die Betroffenen um Entschuldigung bat.